# Appellation d'origine contrôlée
« AOC » redirige ici. Pour les autres significations, voir AOC (homonymie).
Ne doit pas être confondu avec Appellation d'origine protégée.

Logo français des AOC.

Logo suisse des AOC.

L'appellation d'origine contrôlée (AOC) est un label permettant d'identifier un produit dont les étapes de fabrication (production et transformation) sont réalisées dans une même zone géographique et selon un savoir-faire reconnu. C'est la combinaison d'un milieu physique et biologique avec une communauté humaine traditionnelle qui fonde la spécificité d'un produit AOC, avec définition dans un cahier des charges.
L'AOC française est un label officiel français répondant aux critères de l'appellation d'origine protégée (AOP) européenne. En France, depuis 2012, pour les produits autres que le vin, le terme AOC est remplacé par AOP dès que le produit est enregistré au niveau européen.
Ce label est aussi présent dans la législation tunisienne, marocaine, belge, luxembourgeoise, suisse et algérienne. En Suisse, pour les produits autres que le vin, le terme AOC a été remplacé par appellation d'origine protégée (AOP) en 2013.

## Historique

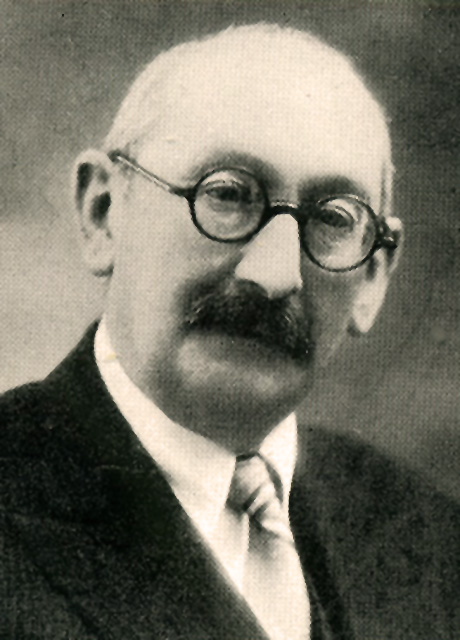
Joseph Capus, député de la Gironde

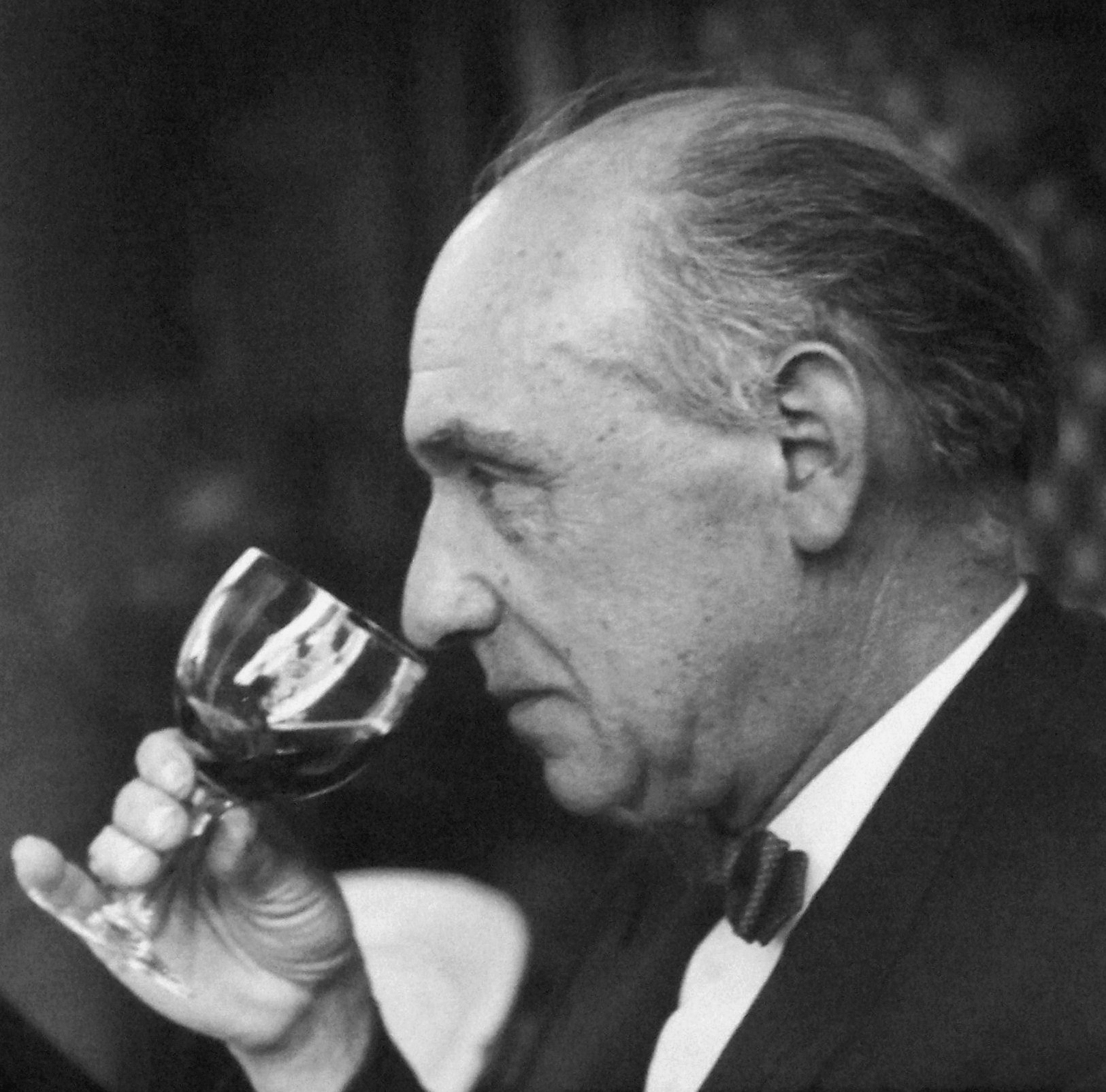
Le Roy dégustant

La création des AOC est due à plusieurs personnalités, issues de différents vignobles.
- Pierre Le Roy de Boiseaumarié, dit le baron Le Roy, vigneron à Châteauneuf-du-Pape.
- Joseph Capus, ami de Pierre Le Roy de Boiseaumarié, parlementaire de Gironde.
- Joseph Girard désigné pour représenter le dossier du vignoble d’Arbois au Comité national des appellations d’origine (CNAO)[4].

Ils sont à l'origine du renouveau des appellations vitivinicoles en France et dans le monde. Pierre Charnay explique : « Lorsqu'il est arrivé dans le Vaucluse, les viticulteurs de Châteauneuf-du-Pape avaient de graves problèmes : le phylloxéra, la chute de qualité, la tromperie sur la marchandise... Certains d'entre eux faisaient venir du raisin du Gard. » Connaissant la formation de juriste du baron, les viticulteurs de la commune firent appel à lui pour remettre de l'ordre dans cette pagaille. Il fit d'abord créer en 1924, le syndicat des vignerons de Châteauneuf-du-Pape, puis, en 1929, le syndicat des Côtes-du-Rhône.
En 1932, au sein de la Fédération des associations viticoles de France, fut créée une « Section des grands crus » dont le secrétaire général fut le baron. Cette initiative fut immédiatement soutenue et appuyée par le sénateur Capus, ancien ministre de l'Agriculture de 1923 à 1925.

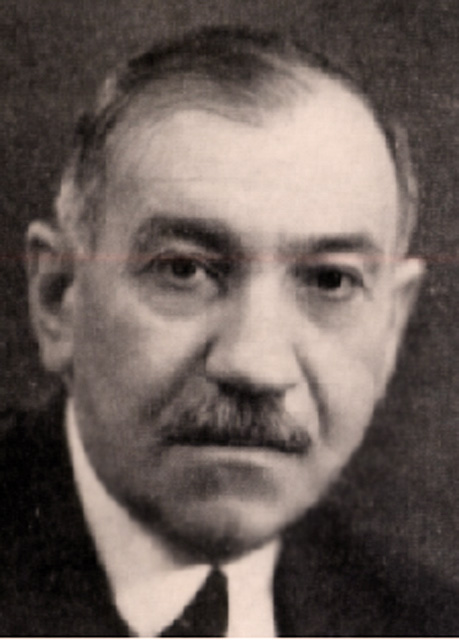
Édouard Barthe, député de l'Hérault

Elle allait d'ailleurs dans le même sens que la fondation, en 1929, par Édouard Barthe, député de l'Hérault, de l'Office international de la vigne et du vin et, en 1931, du « Comité national de propagande en faveur du vin ».
Sur la base d'un procès en justice, le baron obtint en 1933, un jugement qui définit et délimita l'appellation Châteauneuf-du-pape. La même année, avec le gastronome Curnonsky, il fut à l'initiative de la création de l'Académie du vin de France.
Le 12 mars 1935, Joseph Capus déposa sur le bureau du Sénat une proposition de loi qu'il avait élaborée en totale concertation avec le baron Leroy. Les dispositions de la « Loi Capus » furent ensuite intégrées par Édouard Barthe dans le décret-loi du 30 juillet 1935. La première classification se fait le 15 mai 1936 avec, en concomitance, les vins d'Arbois, Châteauneuf-du-pape, Tavel, Cassis et Montbazillac, ce sont les premières AOC pour des vins, complété de l'eau-de-vie de Cognac.
La loi du 30 juillet 1935 permit la fondation d'un « Comité National des Appellations d'origine des vins et des eaux-de-vie » qui allait devenir par décret du 16 juillet 1947 l'Institut national des appellations d'origine des vins et des eaux-de-vie. La première présidence fut assumée par Joseph Capus puis, à sa mort, le baron lui succéda de 1947 à 1967.
Dès sa création, le statut de cet organisme présenta une originalité. Organisme privé, doté d'une personnalité civile, il fut chargé d'un service public. Mais sa grande innovation fut de constituer légalement une nouvelle catégorie des vins et eaux-de-vie à appellation d'origine dite « contrôlée ». Le devenir des vins puis à leur suite d'autres produits du terroir en était désormais changé.

## Signification
Les appellations d'origines ne sont ni des marques commerciales, ni des modèles déposés, mais des certifications officielles de provenance et de savoir-faire délivrées par un organisme dépendant d'un ministère et sanctionnée par un service de répression des fraudes.

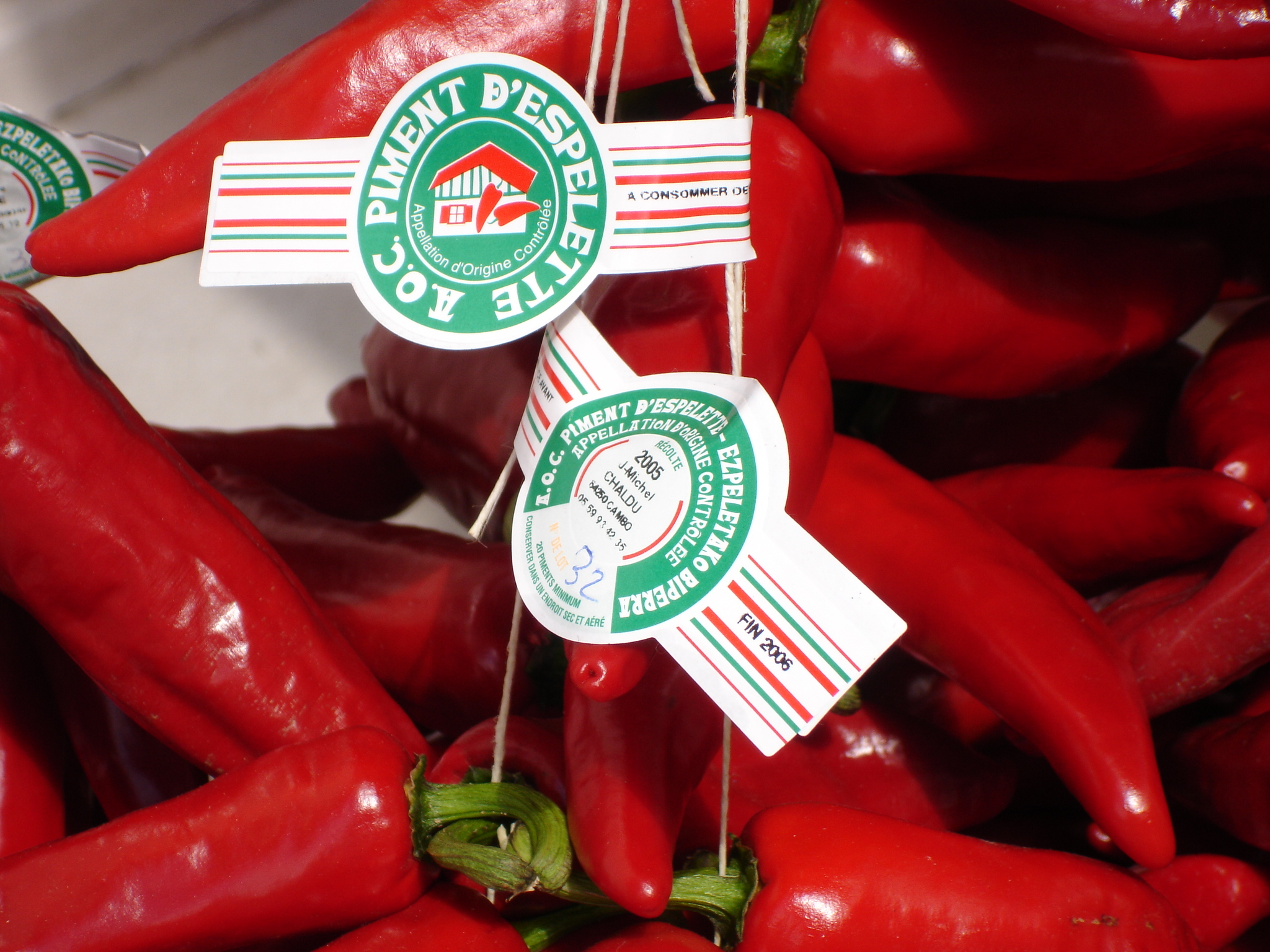
L'AOC piment d'Espelette.

### Types d'AOC
Les appellations d'origine contrôlée identifient un produit, l'authenticité et la typicité de son origine géographique. Elles sont garantes de ses qualités et de ses caractéristiques, de son terroir d'origine, du savoir-faire du producteur (vins, cidres, fromages, fruits et légumes, produits laitiers, miels, etc.), de l'antériorité et de la notoriété d'un procédé et de son nom qui sont trop anciens pour faire l'objet d'un brevet. La quantité et le contrôle d'étiquetage des produits sous AOC répondent à un cahier des charges validé, en France, par l'Institut national de l'origine et de la qualité (INAO) dépendant du ministère de l'Agriculture et en Suisse par l'Organisme intercantonal de certification dépendant de Office fédéral de l'agriculture.

### Dénominations
Dans le cas des produits viticoles français, le cahier des charges de plusieurs AOC / AOP autorise le rajout sur l'étiquette, en plus du nom de l'appellation, d'une « dénomination géographique complémentaire » (une DGC, exemple avec le languedoc Montpeyroux, ou le mâcon La Roche-Vineuse), et dans le cas des appellations alsaciennes d'une « dénomination de cépage » (exemple avec l'alsace riesling, ou le sonnenglanz gewurztraminer).
Une dénomination géographique correspond à une subdivision d'une appellation, avec le plus souvent une aire de production, une densité de plantation, ou des rendements, spécifiques ; une dénomination géographique est synonyme d'un cru (ce mot étant une mention autorisée par l'INAO depuis 2022). Dans le vignoble de Bourgogne, tous les noms de climats (notamment ceux classés en premiers crus) sont des dénominations géographiques.

### Reconnaissance des produits
L'objectif de ces signes de qualité est de les rendre facilement reconnaissables. Les fromages, par exemple sont marqués en talon (encre alimentaire rouge) ou sont reconnaissables à leur étiquette ou à une plaque de caséine (matériau alimentaire). L'étiquette indique un numéro ainsi que l'organisme certificateur. En France, la couleur de la plaque de caséine indique la classification : verte pour les produits fermiers et rouge pour les produits laitiers.

## Régime juridique
En France, le régime des appellations d'origine contrôlée est fixé par le Code rural et de la pêche maritime. Tous les produits agricoles, forestiers ou alimentaires et les produits de la mer, bruts ou transformés, peuvent accéder au régime de l'AOC dès lors que la qualité ou les caractères sont dus au milieu géographique, comprenant des facteurs naturels et des facteurs humains, et qu'ils possèdent une notoriété établie.
La reconnaissance d'une appellation d'origine contrôlée est proposée par l'Institut national de l'origine et de la qualité (Inao) et est entérinée par un décret qui porte homologation du cahier des charges de l'appellation. Les produits qui relèvent, en droit européen, de l'Organisation commune de marché doivent solliciter le bénéfice d'une Appellation d'origine protégée.

### Réforme de la filière viti-vinicole française

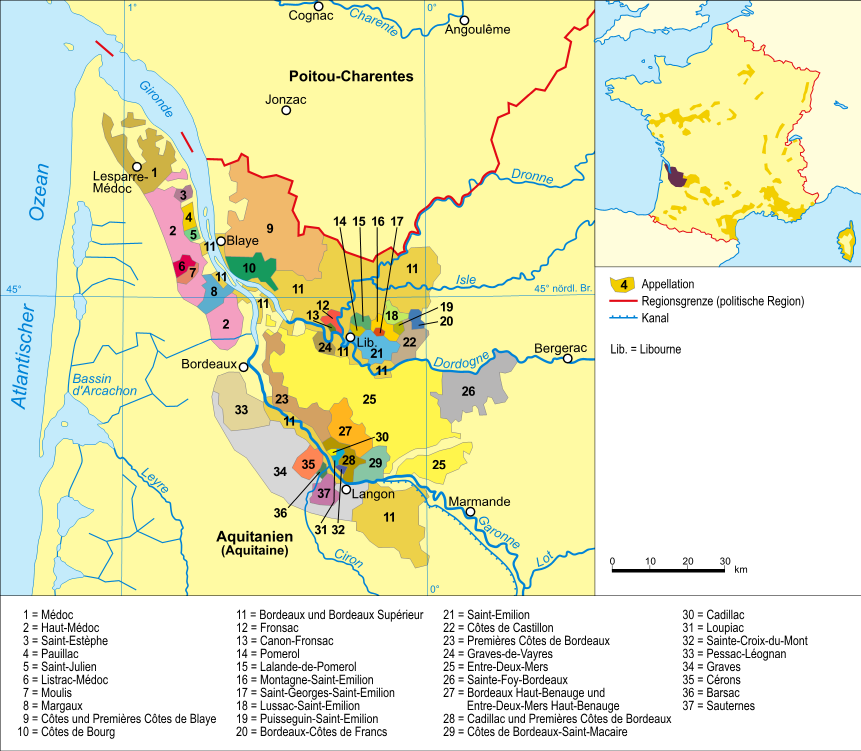
Carte du Vignoble de Bordeaux (cliquer pour agrandir)

En juillet 2004, le ministre de l'Agriculture Hervé Gaymard a lancé la réforme de filière viti-vinicole française en recevant les représentants des organisations professionnelles qui siègent au conseil de l'Onivins (Office national interprofessionnel des vins). Il s'agit de sortir de la deuxième plus grande crise, la première restant celle due au phylloxéra dans les années 1860, que le secteur ait connue de son histoire, car très peu de régions échappent à la chute dramatique des ventes et aux faillites en nombre.
Trois causes sont responsables de la situation actuelle : la concurrence des vins étrangers, le contexte économique mondial, mais surtout la complexité extrême de la production française et son inadéquation aux marchés étrangers. Le pire peut côtoyer le meilleur et les consommateurs sont décontenancés devant les étiquettes des vins français et leur classement entre les vins de table, les trois dénominations de vins de pays (départementale, de zone et régionale), les AOVDQS, les AOC et les crus.
René Renou, président du comité des vins et spiritueux de l'INAO, chargé des AOC et auteur d'un projet de réforme radical, annonce : « Si nous ne faisons pas le ménage nous-mêmes, le marché le fera à notre place (...) Le consommateur ne s'y retrouve pas, il faut regagner sa confiance et produire toujours de meilleurs vins ». Les exportations ont chuté de 3 % en 2003 et au premier trimestre 2004, elles enregistrent une baisse de 7 % en valeur et de 4,6 % en volume, par rapport au premier trimestre 2003.
La nouvelle organisation proposée s'articule autour de deux grands groupes de produits :
- Ceux dont l'offre est bâtie sur le terroir et la typicité, comme les AOC (« marketing de l'offre »).
- Ceux capables de répondre aux attentes de chaque catégorie de consommateurs et à même de s'adapter aux exigences des marchés internationaux (« marketing de la demande »), ceux où la concurrence est la plus dure, et où l'on va proposer des vins identifiables par leur cépage ou par leur marque, et qui pourront avoir accès à de nouvelles technologies, comme celle de l'utilisation des copeaux de bois.

En 2018, les vins produits en France sont à 47 % des vins ayant une appellation d'origine contrôlée.

## Équivalences

### Harmonisation internationale
L'Arrangement de Lisbonne concernant la protection des appellations d'origine et leur enregistrement international, adopté en 1958, est un traité international établissant un système d'enregistrement et reconnaissance mutuelle des Appellations. Cependant, il ne compte que peu de pays membres (une trentaine).

### Harmonisation européenne
La Commission européenne ayant souhaité harmoniser les « signes officiels de qualité », on ne peut plus créer de label régional. Ils sont actuellement au nombre de six, ce sont des mentions traditionnelles.
Ainsi, les indications géographiques protégées (IGP) correspondent à l'échelle européenne aux labels régionaux. Parallèlement, les AOC ont pour équivalent européen les appellations d'origine protégées (AOP). Depuis 2002, un label ou une AOC ne peut exister sans être automatiquement inscrit respectivement en IGP ou en AOP. En France, l'application de ces nouvelles règles européennes semble provoquer des tensions entre les tenants d'une viticulture mécanisée sur de grandes surfaces et les petits vignerons attachés à une viti-viniculture plus respectueuse de l'environnement et du consommateur.

#### Allemagne
En Allemagne on a les « QbA » pour les vins (Qualitätswein bestimmter Anbaugebiete).

#### Espagne
En Espagne ce sont les « D.O. » pour denominación de Origen.

#### Italie
En Italie, l'AOC correspond à « DOC » pour denominazione di origine controllata.

#### Suisse
En Suisse, on utilise également la terminologie « appellation d'origine contrôlée » jusqu'en 2013, puis l'appellation d'origine protégée.

### États-Unis
Les États-Unis définissent des appellations de régions viticoles (en anglais American Viticultural Area, abrégé AVA) est une zone viticole aux particularités géographiques spécifiques, et dont les limites sont définies par l'Alcohol and Tobacco Tax and Trade Bureau gouvernemental. Il existe 187 AVA dans 30 États américains, dont plus d'une centaine en Californie.

### Canada
Au Canada ce sont les Vintners Quality Alliance (en) (VQA) qui sont utilisées dans deux provinces uniquement, soit l'Ontario et la Colombie-Britannique et qui ne s'appliquent qu'aux vins.
Au Québec, Loi sur les appellations réservées et des termes valorisants qui remonte à 1996 a conduit à faire reconnaître l'appellation biologique. Un Conseil des appellations réservées et des termes valorisants (CARTV) est mis sur pied le 6 novembre 2006 et prend la relève du Conseil des appellations agroalimentaires du Québec (CAAQ) le 1er janvier 2008. La loi québécoise protège quatre types d'appellations : appellation biologique, appellation d'origine, attestation de spécificité, indication géographique protégée.
Le 24 mars 2009, par décision du ministre de l'Agriculture, des Pêcheries et de l'Alimentation du Québec, l'« agneau de Charlevoix » est devenu le premier produit du terroir à se voir reconnaître une appellation réservée dans la province de Québec. L’« agneau de Charlevoix » est ainsi reconnu publiquement protégeant ainsi son authenticité et sa dénomination géographique. L'usage de l’appellation est désormais réservé aux produits certifiés conformes au cahier des charges de l’appellation.